# Zoniana
Zoniana (grego: Ζωνιανά) é uma vila e foi um município independente da unidade regional de Retimno, em Creta na Grécia. Desde a reforma administrativa de 2011, Zoniana faz parte do município de Milopótamos como uma unidade municipal.
A cidade de Zoniana, uma histórica cidade montanhosa cretense, está situada próxima as cidades de Axos e Anogeia. Em seu interior é possível encontrar a Caverna de Sfentoni (ou Caverna Zoniana) e um Museu de Cera. Os habitantes de Zoniana vivem principalmente da agricultura; uma típica festa dedicada aos pastores da região ocorre aqui. Recentemente Zoniana foi associada ao cultivo de maconha e a outras atividades ilegais.
A primeira menção a vila é feita por Barozzi em 1577, quando este cita que havia na região um assentamento independente com o nome de So. Os habitantes de Zoniana participaram da revoluções de 1770, 1821 e 1866. Em 8 de maio de 1867 os habitantes de Milopótamos, incluindo os de Zoniana, uniram-se contra o governante otomano Omar Paxá. Inicialmente os cretenses estavam com vantagem perante os otomanos, no entanto, o exército inimigo sobrepujou o exército nativo e Zoniana foi incendiada e seus habitantes massacrados. Em novembro do mesmo ano um novo conflito eclode, agora contra Kumandar Recic Paxá, que termina com a destruição de Zoniana. Os habitantes de Zoniana ainda tiveram uma pequena participação nas Guerras dos Balcãs, na Segunda Guerra Mundial e na Guerra Civil da Grécia.